# Ротко, Николай Алексеевич
Николай Алексеевич Ротко (13 сентября 1944 — 19 мая 2021) — заслуженный художник Российской Федерации (2003), академик РАХ (2019).

## Биография
Родился в Новокузнецке в посёлке Абагур-Лесной. Работал художником Абагурской перевалочный базы, а также подразделения МВД СССР. В 1968 году окончил Иркутское училище искусств. Занимался в Центральной учебно-экспериментальной студии СХ. Работал в Новокузнецких ХПМ Художественного фонда СССР до 1989. До 1989 занимался исключительно керамикой. Впоследствии обратился к станковой живописи, создавая полотна, отличающиеся монументально-декоративными качествами.
СССР Сенеж-Москва под руководством Е. А. Розенблюма (1971—1974). Член Союза Художников с 1977.

## Награды
Лауреат I премии «Молодость Кузбасса» (1969); диплом I степени СХ СССР и Министерства культуры СССР (1976); лауреат II премии ЦК ВЛКСМ за композицию «Земля Кузнецкая» (1976); лауреат I премии городского конкурса «Век грядущий — век уходящий» за лучшую картину года (Новокузнецк, 2000); диплом и медаль «Достойному» РАХ (2001); лауреат конкурса «Человек года» в номинации «Искусство» (Новокузнецк, 2002); медаль Администрации Кемеровской области «За служение Кузбассу» (2004); медаль Русской Православной Епархии «Сергий Радонежский» (2005); диплом Всесибирской выставки-конкурса современного искусства Сибири «Пост № 1» в номинации «Мастер» (Омск, 2005); диплом и памятная скульптура «Вера» Международного фестиваля «Традиции и современность» (2007); золотая медаль «За вклад в отечественную культуру» Творческого союза художников России Международной федерации художников (2007); диплом победителя кузбасского конкурса «Вдохновение» (2007); золотая медаль лауреата академических выставок РАХ (2007); медаль Администрации Кемеровской области «За веру в добро» (2008); медаль и диплом лауреата региональной выставки «Сибирь-Х» (Новосибирск, 2008).

## Персональные выставки
НХМ (1992); в/з Министерства чрезвычайных ситуаций (Москва, 1993); в/з Министерства иностранных дел России (Москва, 1997); НХМ (1997); в/з ДТС (1999); НХМ (2000); РАХ (Москва, 2001); галерея «Molcsworthgellery» (Дублин, 2001); галерея «Cottons Atrium» (Лондон — Белфаст, 2001); галерея «Cottons Atrium» (Лондон, 2002); КОМИИ, НХМ, ТОХМ, Новосибирский государственный художественный музей, Красноярский художественный музей им. В. И. Сурикова, Иркутский государственный музей им. В. П. Сукачева (2002); галерея «Старый город» (Новосибирск, 2005); в/з ДТС (2004); УСДВ РАХ (Красноярск, 2005); Бурятский республиканский художественный музей им. Ц. С. Сампилова (Улан-Удэ, 2005); Читинский областной художественный музей (2005); Амурский областной краеведческий музей им. Г. С. Новикова-Даурского (Благовещенск, 2005); Дальневосточный художественный музей (Хабаровск, 2005).

## Произведения
Произведения хранятся в музее современного искусства РАХ (Москва), музее УСДВ РАХ (Красноярск), НХМ, Томском, Новосибирском, Иркутском, Читинском, Кемеровском областных музеях, Омском областном музее «Либеров-центр», Бурятском республиканском им. Ц. С. Сампилова (Улан-Удэ), Амурском областном краеведческом музее им. Г. С. Новикова-Даурского, (Благовещенск), Дальневосточном художественном музее (Хабаровск), галерее «Старый город» (Новосибирск), Новокузнецком художественном музее, в частных коллекциях России за рубежом.